# Sucking in the Seventies
Sucking in the Seventies je čtvrtá oficiálně vydaná kompilace anglické rockové skupiny The Rolling Stones, vydaná v roce 1981.

## Seznam skladeb
Všechny skladby napsali Mick Jagger a Keith Richards, pokud není uvedeno jinak.

### Strana 1
1. "Shattered" – 3:46
2. "Everything Is Turning to Gold" (Jagger, Richards, Ronnie Wood) – 4:06
3. "Hot Stuff" – 3:30
4. "Time Waits for No One" – 4:25
5. "[Fool to Cry" – 4:07

### Strana 2
1. "Mannish Boy" (Ellas McDaniel, Mel London, McKinley Morganfield) – 4:38
2. "When the Whip Comes Down" (Live version) – 4:35
3. "If I Was a Dancer (Dance Pt. 2)" (Jagger, Richards, Wood) – 5:50
4. "Crazy Mama" – 4:06
5. "Beast of Burden " – 3:27